# Омфаліт
Омфаліт (дав.-гр. Ομφαλός — пуп) — бактеріальне запалення дна пупкової ранки та підшкірної клітковини в ділянці пупка. Зазвичай виникає у новонароджених при інфікуванні пупкової ранки. 

## Класифікація
Розрізняють форми омфаліта:
- просту (катаральну)
- флегмонозну
- некротичну[1].

## Патогенез
Омфаліт займає одне з перших місць в структурі захворюваності новонароджених. Досить часто викликається стафілококами і стрептококами, рідше — іншими мікробами (кишкова паличка, пневмококи, дифтерійна паличка).
Найчастіше інфікування відбувається між 2-м і 12-м днями життя, коли кукса може забруднитися сечею, випорожненнями або може відбутися занос інфекції із навколишніх предметів, рук персоналу тощо.
Збудник (переважно стафілокок) омфаліта проникає в тканини, прилеглі до пупка, через куксу пуповини або через ранку після її відпадання. Інфекція може поширюватися і фіксуватися в пупкових судинах (частіше в артеріях, рідше у венах), викликаючи продуктивне, гнійне або некротичні запалення. Поширення запалення призводить до розвитку флегмони в області пупка.

## Клінічні прояви

### Проста форма
Також відома як «мокнучий пупок». Ця форма характеризується тим, що після відпадіння залишку пуповини, ранка погано гоїться, вкривається грануляціями, на поверхні яких можуть виступати крапельки серозної або серозно-гнійної рідини. Засихаючи, випіт утворює скоринку, яка поступово відривається. Загоєння такої пупкової ранки відбувається протягом декількох тижнів. Загальний стан дитини залишається задовільним.
Але іноді спостерігається надмірне розростання грануляцій, що утворюють в області пупкової ямки пухлиноподібну масу з широкою основою або на тонкій ніжці, яка за формою нагадує гриб.

### Флегмонозна форма
Ця форма характерна поширенням запального процесу на прилеглі до пупочної ранки тканини. Шкіра навколо ранки стає гіперемійованою, набряклою та інфільтрованою. Пупкова область здимається над поверхнею живота. При натисканні на припупкову область із ранки виділяється гній.
Загальний стан при флегмонозній формі зазвичай погіршений, підвищується температура, знижується апетит, зменшується маса тіла. Тяжкість загального стану хворого залежить від поширеності процесу: підвищення температури до 37,5-38 ° С і помірно виражене занепокоєння характерні для обмежених форм, а підвищення температури до 39-40 ° С з явищами токсикозу — для обширної флегмони.

### Некротична форма
Зустрічається рідко, зазвичай у дітей із зниженим харчуванням. Процес спочатку протікає як флегмонозна форма, після поширюється вглиб. Шкіра в області пупка стає темнувато-червоною з синюшним відтінком, настає її некроз і відшарування від підлягаючих тканин з утворенням великої рани. Ця форма омфаліта є найбільш важкою, спостерігається виражена інтоксикація, часто супроводжується сепсисом.

## Ускладнення
При будь-якій формі омфаліта завжди є реальна небезпека поширення інфекції на пупкові судини, звідки найчастіше бере початок пупковий сепсис.